# Jade Suvrijn
Jade Suvrijn (Kerkrade, 27 april 1995) is een tennisspeelster uit Frankrijk. Jade is de dochter van voetballer Wilbert Suvrijn en diens Franse echtgenote. Zij bereikt haar beste resultaten op gravel.
Suvrijn begon op zesjarige leeftijd met het spelen van tennis. In 2011 werd zij in Moskou Europees juniorenkampioen. In 2018 speelde zij haar eerste grandslampartij op het dubbelspeltoernooi van Roland Garros, nadat zij samen met Française Virginie Razzano een wildcard had gekregen.
Tot op heden(januari 2022) won zij vijf ITF-titels in het enkelspel, en één in het dubbelspel (alle op gravel).

## Posities op deWTA-ranglijst
Positie per einde seizoen:
| jaar | rang enkelspel | rang dubbelspel |
| ---- | -------------- | --------------- |
| 2011 | 917            | 1029            |
| 2012 | 701            | 1209            |
| 2013 | 492            | –               |
| 2014 | 390            | 1282            |
| 2015 | 766            | 1217            |
| 2016 | 514            | 708             |
| 2017 | 622            | 716             |
| 2018 | 503            | 630             |
| 2019 | 708            | 1412            |
| 2020 | 774            | 1461            |
| 2021 | 765            | 944             |

## Resultaten grandslamtoernooien
| Legenda | Legenda                          |
| ------- | -------------------------------- |
| g.t.    | geen toernooi gehouden           |
| l.c.    | lagere categorie                 |
| –       | niet deelgenomen                 |
| G       | uitgeschakeld in de groepsfase   |
| 1R      | uitgeschakeld in de eerste ronde |
| 2R      | uitgeschakeld in de tweede ronde |
| 3R      | uitgeschakeld in de derde ronde  |
| 4R      | uitgeschakeld in de vierde ronde |
| KF      | uitgeschakeld in de kwartfinale  |
| HF      | uitgeschakeld in de halve finale |
| F       | de finale verloren               |
| W       | het toernooi gewonnen            |
| w-v     | winst/verlies-balans             |

### Enkelspel
geen deelname

### Vrouwendubbelspel
| toernooi        | 2018 |
| --------------- | ---- |
| Australian Open | –    |
| Roland Garros   | 1R   |
| Wimbledon       | –    |
| US Open         | –    |